# SN 2002il
SN 2002il – supernowa typu Ia odkryta 30 października 2002 roku w galaktyce A225155+0036. W momencie odkrycia miała maksymalną jasność 20,00m.